# Buschkuhnsdorf
Buschkuhnsdorf is een plaats en voormalige gemeente in de Duitse deelstaat Saksen-Anhalt, en maakt deel uit van de Landkreis Wittenberg.
Buschkuhnsdorf telt 82 inwoners.